# سان میکله دی جانتزاریا
سان میکله دی جانتزاریا (به ایتالیایی: San Michele di Ganzaria) یک کومونه در ایتالیا است که در استان کاتانیا واقع شده‌است. سان میکله دی جانتزاریا ۲۵٫۶ کیلومتر مربع مساحت و ۴٬۳۴۳ نفر جمعیت دارد و ۴۹۰ متر بالاتر از سطح دریا واقع شده‌است.